# Яков Сазданов
Яков (Яким, Йоаким) Сазданов (Създанов) е български духовник и просветен деец от Македония.

## Биография
Яков Сазданов е роден в Тетово. Става свещеник и е учител в Тетово между 1836 и 1837 година, като отваря първото девическо училище в града. Опитът му е неуспешен и след затварянето на училището, българско девическо училище в Тетово се отваря едва в 1883 година.